# Wiesendangen
Wiesendangen is een gemeente en plaats in het Zwitserse kanton Zürich, en maakt deel uit van het district Winterthur.
Wiesendangen telt 4317 inwoners.
In Wiesendangen bevindt zich een station van de Zwitserse Bondsspoorwegen en ook een werkplaats van die maatschappij.

## Geboren
- Manuel Akanji (1995), voetballer